# Яр (Томская область)
Яр (в быту часто называется Ярско́е) — село Спасского сельского поселения Томского района Томской области. Пристань на Томи.

## География
Село расположено недалеко от южной границы Томской области, на правом берегу реки Томь, напротив села Алаева (Кемеровская область), на расстоянии 40 километров к югу от Томска (по автодороге Томск — Коларово — Батурино — Вершинино — Яр).

## История
Село основано в 1648 году как Северный острожек. Позже через село прошёл Сибирский тракт, здесь действовала переправа через Томь.
В начале 1980-х годов в селе проходили съёмки художественного фильма «Ещё до войны».

## Население
| 2002 | 2008 | 2009 | 2010 | 2011 | 2012 | 2013 | 2014 | 2015 |
| ---- | ---- | ---- | ---- | ---- | ---- | ---- | ---- | ---- |
| 322  | ↘263 | ↘259 | ↗269 | ↘268 | ↗282 | ↘281 | ↗288 | ↗291 |
| 2021 |      |      |      |      |      |      |      |      |
| ↗302 |      |      |      |      |      |      |      |      |

## Инфраструктура
- Общеобразовательная школа (недействующая);
- геодезический полигон ТГАСУ;
- детский оздоровительный лагерь «Зелёный мыс» администрации ЗАТО Северск[9].

Улицы
Улицы: Береговая, Новая, Октябрьская, Рабочая, Струк, Чехова, Школьная. 
Переулок: Рабочий.

## Русская православная церковь
- Введенский храм Русской православной церкви.

## Природа и туризм
Рядом с Яром находятся три памятника природы Томской области: лесной парк у села Яр, геологическое обнажение камень «Боец» и скала «Аникин камень». 
Между Яром и Вершинино находятся 18 озёр, отдыхать на которые приезжает не только местное население, но и жители областного центра. 
Яр — один из пунктов популярных самодеятельных туристских маршрутов (от музея-заповедника «Томская писаница», от Иткаринского водопада, и других).